# Нижні Репаші
Нижні Репаші, або Ніжне Репаше (словац. Nižné Repaše) — село в Словаччині, Левоцькому окрузі Пряшівського краю. Розташоване на півночі східної Словаччини в Левоцьких горах в долині верхньої Ториси.
Уперше згадується у 1270 році.
У селі є греко-католицька церква з початку 14 століття збудована в стилі ранньої готики.

## Населення
| Рік:            | 1994. | 2004.    | 2014.    | 2024.    |
| --------------- | ----- | -------- | -------- | -------- |
| Кількість осіб: | 251   | 212      | 183      | 149      |
| Різниця:        |       | -15,53 % | -13,67 % | -18,57 % |

| Рік:            | 2023. | 2024. |
| --------------- | ----- | ----- |
| Кількість осіб: | 149   | 149   |
| Різниця:        |       | +0 %  |

У селі проживає 194 осіб.
Національний склад населення (за даними останнього перепису населення — 2001 року):
- словаки — 99,13 %,
- русини — 0,87 %.

Склад населення за приналежністю до релігії станом на 2001 рік:
- греко-католики — 83,55 %,
- римо-католики — 15,58 %,
- не вважають себе вірянами або не належать до жодної вищезгаданої конфесії — 0,87 %